# Edmund Germer
Edmund Germer (Berlim, 24 de agosto de 1901 — 10 de agosto de 1987) foi um inventor alemão. É reconhecido como o pai da lâmpada fluorescente.

## Vida
Foi um inventor alemão reconhecido como o pai da lâmpada fluorescente. Ele solicitou uma patente com Friedrich Meyer e Hans J. Spanner em 10 de dezembro de 1926, o que resultou na Patente E.U.A. 2 182 732. A patente foi posteriormente adquirida pela General Electric Company, que também licenciou sua patente para a lâmpada de vapor de mercúrio de alta pressão.
A ideia de revestir o tubo de uma lâmpada de arco que emite no ultravioleta com pó fluorescente para transformar UV em luz visível levou à realização de emissores de descarga de arco com qualidade espectral competindo com emissores incandescentes. Antes disso, a cor desagradável da luz emitida tornava essas lâmpadas impróprias para o uso diário, apesar de sua eficiência muito superior.
Germer nasceu em Berlim. Seu pai era contador. Ele obteve o doutorado na Universidade de Berlim em tecnologia de iluminação. Ele foi cofundador de uma empresa que trabalhou no desenvolvimento de retificadores catódicos com gás inerte e, posteriormente, na década de 1930, trabalhou como inventor independente para empresas como Osram e Philips. Após a Segunda Guerra Mundial, ele foi convidado pela Engelhard Industries, de Newark, para continuar suas pesquisas.